# Chalcostigma stanleyi
El colibrí de Stanley, (Chalcostigma stanleyi), llamado también pico espina violeta (en Colombia),  pico-espina de dorso azul (en Perú) o picoespina dorsiazul (en Ecuador), es una especie de ave apodiforme de la familia Trochilidae (los colibríes) perteneciente al género Chalcostigma. Es nativo de regiones alto-andinas del oeste de América del Sur.

## Distribución y hábitat
Se distribuye por ambas pendientes de la  cordillera de los Andes de Ecuador, por la pendiente oriental de los Andes desde el norte de Perú hasta el centro oeste de Bolivia, con una población en la pendiente occidental del centro oeste de Perú. Se sospecha que pueda ocurrir en el sureste de Nariño en el sur de Colombia debido a avistamientos muy próximos en la frontera de Ecuador.
Esta especie es considerada bastante común en sus hábitats naturales: las laderas con páramos bastante húmedos y vegetación jalca, especialmente los sitios rocosos y abruptos, donde habita pequeños fragmentos de bosques de Gynoxys o Polylepis y matorrales. Generalmente en altitudes entre 3000 y 4200 m, pero ocasionalmente más bajo hasta los 2200 m. Normalmente en altitudes mayores que Chalcostigma herrani. Forrajea en el suelo y en el estrato bajo.

## Descripción
Los machos miden entre 11 y 13 cm de longitud, y pesan en torno a 6 g y las hembras, más pequeñas y ligeras, alrededor de 4 g. Su pico es de color negro, tiene forma de aguja y es aproximadamente del mismo tamaño que su cabeza. Su plumaje es de color pardo oscuro, con las plumas coberteras de color turquesa. El plumaje de los ejemplares machos presenta dimorfismo sexual en una mancha de color verde metálico en la base de la mandíbula inferior, que se prolonga hacia el pecho con otra más estrecha y de color morado. Las plumas infracoberteras caudales son de color pardo rojizo con un patrón escamoso.  La época reproductiva se da durante las épocas lluviosas donde la hembra pone e incuba dos huevos blancos.

## Estado de conservación
El colibrí de Stanley es calificado como  «preocupación menor» por la Unión Internacional para la Conservación de la Naturaleza (IUCN). Sin embargo su población se considera en declive debido a la pérdida de hábitat por deforestación para usos agrícolas y madereros.

## Sistemática

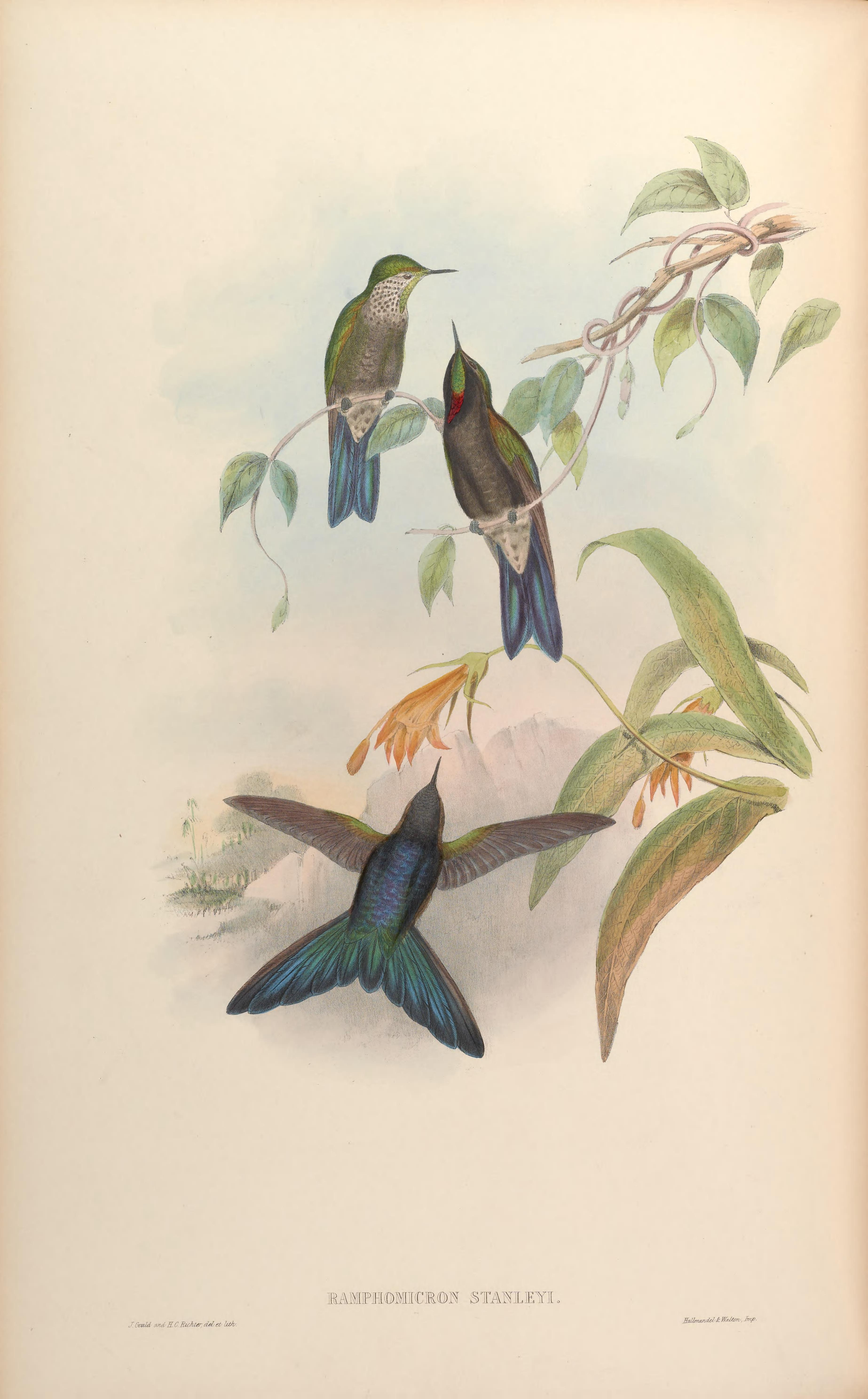
Rhamphomicron stanleyi sinónimo de Chalcostigma stanleyi, ilustración de Gould y Richter en A monograph of the Trochilidae, or family of humming-birds 3, 1861.

### Descripción original
La especie C. stanleyi fue descrita por primera vez por el ornitólogo francés Jules Bourcier en 1851 bajo el nombre científico Trochilus stanleyi; su localidad tipo es: «regiones frías de Pichincha y Cotopaxi».

### Etimología
El nombre genérico neutro «Chalcostigma» es una combinación de las palabras del griego «khalkos» que significa ‘bronce’, y «stigma» que significa ‘marca’; y el nombre de la especie «stanleyi», conmemora al explorador británico Edward Smith-Stanley, 13º conde de Derby (1826–1893).

### Subespecies
Según las clasificaciones del Congreso Ornitológico Internacional (IOC) y Clements Checklist/eBird  se reconocen tres subespecies, con su correspondiente distribución geográfica:
- Chalcostigma stanleyi stanleyi (Bourcier), 1851 – ambas pendientes de los Andes de Ecuador (desde Carchi al sur hasta Azuay).
- Chalcostigma stanleyi versigulare J.T. Zimmer, 1924 – pendiente oriental de los Andes en Perú (al este del río Marañón al sur hasta la cordillera de Carpish, en Huánuco); también en la pendiente occidental en la cordillera Blanca.
- Chalcostigma stanleyi vulcani (Gould), 1852 – pendiente oriental desde el sur de Perú (al sur del río Huallaga) hasta el centro de Bolivia (Cochabamba).